# Port lotniczy Qinhuangdao-Shanhaiguan
Port lotniczy Qinhuangdao-Shanhaiguan (IATA: SHP, ICAO: ZBSH) – port lotniczy położony w Qinhuangdao, w prowincji Hebei, w Chińskiej Republice Ludowej.